# Aぇ! groupのMBSヤングタウン
『Aぇ! groupのMBSヤングタウン』（えぇぐるーぷのエムビーエスヤングタウン）は、2021年（令和3年）10月6日から毎週水曜日の22:00-23:30に放送されているラジオ番組。Aぇ! groupがパーソナリティーを務める。　

## 出演者
- Aぇ! group
  - 正門良規
  - 末澤誠也
  - 草間リチャード敬太
  - 小島健
  - 佐野晶哉

### 過去の出演者
- 福本大晴

## 概要
2021年10月6日より水曜日パーソナリティとして、週替わりで2名が出演している。
2023年10月より『関西ジャニーズJr. Aぇ! groupのMBSヤングタウン』から『Aぇ! groupのMBSヤングタウン』へタイトル変更された。
メンバーの誕生日には、メンバーカラーでラジオブース飾りつけやケーキなどをスタッフさんが用意してくれる。
2022年4月6日にてコロナ感性等により、Lilかんさいの西村・嶋﨑・大西がピンチヒッターとして出演した。
2024年12月25日までは原則茶屋町のスタジオから生放送（不定期で録って出し収録）だったが、2025年1月1日放送分からは原則として事前の録って出し収録とすることになった。スタッフのXでは「生放送番組ではなくなりますが、Aぇ! groupのドキュメンタリー番組としてありのままをお届けしていく」としている。

## コーナー

### 通常
ハッピートゥデイ
水曜日にあった出来事をリスナーから募集して、ハッピートゥデイやアンハッピートゥデイを紹介するとコーナー。
Aぇ!知らんかった！大発見のコーナー
リスナーからAぇ! groupに知ってほしい色んなこと募集して、それを小発見、中発見、大発見の札をメンバーが判定するコーナー。
何してんの？ 深夜の留守番電話
Aぇ! groupにまつわる人達やお世話になっている人たちが吹き込んでいるものをメンバーが聞くコーナー。
今月のAぇとこ！あかんとこ！？
月の最後の週に、その月の起こった出来事、名(迷）言、珍場面などをリスナーからの報告により振り返るコーナー。

### 期間
目指せ全国制覇！Aぇ! group 47全国ツアーへの道！
番組の最初にボックスから都道府県ピースを引いて、その地域の自慢をリスナー生放送に「#Aぇヤンタン47ツアー」をつけて呟いてもらい、番組後半に紹介するコーナー。
ちはやふる！Aぇヤンタン熱血かるた部！
Aぇヤンタンにまつわるエピソードをリスナーから575の川柳をポストしてもらい、50音かる完成させ、どこかAぇところでかるた大会するというコーナー。

## スタジオゲスト&各コーナー内容
| スタジオゲスト | スタジオゲスト                                  | スタジオゲスト |
| 放送日         | ゲスト                                          | 備考           |
| -------------- | ----------------------------------------------- | -------------- |
| 2022年9月28日  | 室龍太                                          |                |
| 2023年9月6日   | 有野晋哉(よゐこ)                                |                |
| 12月13日       | 浜中文一・室龍太                                |                |
| 2024年4月17日  | 真弓孟之・吉川太郎                              |                |
| 9月4日         | 當間琉巧・岡佑吏                                |                |
| 9月25日        | 嶋崎斗亜・吉川太郎                              |                |
| 2025年3月5日   | 大西風雅 (Lilかんさい)、渡邉大我 (関西ジュニア) |                |

| 留守番電話     | 留守番電話                                                                  | 留守番電話 |
| 放送日         | 録音者                                                                      | 備考       |
| -------------- | --------------------------------------------------------------------------- | ---------- |
| 2021年10月06日 | 桐山照史（WEST.）                                                           |            |
| 10月13日       | 吉川太郎                                                                    |            |
| 10月20日       | 西畑大吾                                                                    |            |
| 11月3日        | 小柴陸                                                                      |            |
| 11月10日       | 小島健                                                                      |            |
| 11月17日       | 當間琉巧                                                                    |            |
| 12月1日        | 城島茂                                                                      |            |
| 12月8日        | MBS社長:浜田尊弘                                                            |            |
| 12月15日       | 福本大晴                                                                    |            |
| 12月22日       | 岡田圭右(ますだおかだ)                                                      |            |
| 2022年1月5日   | オーイシマサヨシ                                                            |            |
| 2月2日         | 小島健 佐野晶哉                                                             |            |
| 3月2日         | ハイヒール                                                                  |            |
| 5月4日         | 有野晋哉(よゐこ)                                                            |            |
| 6月1日         | 佐藤浩市                                                                    |            |
| 7月6日         | 藤原丈一郎・大橋和也                                                        |            |
| 9月7日         | 室龍太                                                                      |            |
| 11月2日        | 未知やすえ                                                                  |            |
| 2023年3月1日   | 桐山照史                                                                    |            |
| 3月8日         | 浜中文一・ふぉ〜ゆ〜福田悠太                                                |            |
| 3月22日        | 作間龍斗                                                                    |            |
| 6月7日         | ジェシー                                                                    |            |
| 7月5日         | 関西ジャニーズJr(北野快浬・岡田耕明・高松凱士)                              |            |
| 10月18日       | 室龍太                                                                      |            |
| 11月1日        | 西村拓哉                                                                    |            |
| 2024年1月3日   | 末澤誠也                                                                    |            |
| 1月10日        | 屋良朝幸                                                                    |            |
| 1月24日        | 西川貴教                                                                    |            |
| 6月5日         | 平泉成                                                                      |            |
| 7月3日         | 浜中文一                                                                    |            |
| 7月31日        | 村上信五(SUPER EIGHT)                                                       |            |
| 8月28日        | 坂本昌行                                                                    |            |
| 11月6日        | 井上一太                                                                    |            |
| 12月4日        | 嶋崎斗亜                                                                    |            |
| 12月18日       | 元重瑛翔 (関西ジュニア)・岡夢人 (関西ジュニア)・岡野すこやか (関西ジュニア) |            |
| 2025年2月26日  | 有野晋哉(よゐこ)・関西ジュニア                                              |            |

| Aぇヤンタン47ツアー | Aぇヤンタン47ツアー | Aぇヤンタン47ツアー | Aぇヤンタン47ツアー | Aぇヤンタン47ツアー | Aぇヤンタン47ツアー | Aぇヤンタン47ツアー | Aぇヤンタン47ツアー | Aぇヤンタン47ツアー | Aぇヤンタン47ツアー | Aぇヤンタン47ツアー | Aぇヤンタン47ツアー | Aぇヤンタン47ツアー | Aぇヤンタン47ツアー | Aぇヤンタン47ツアー |
| 回数                | 放送日              | 地域                | 回数                | 放送日              | 地域                | 回数                | 放送日              | 地域                | 回数                | 放送日              | 地域                | 回数                | 放送日              | 地域                |
| ------------------- | ------------------- | ------------------- | ------------------- | ------------------- | ------------------- | ------------------- | ------------------- | ------------------- | ------------------- | ------------------- | ------------------- | ------------------- | ------------------- | ------------------- |
| 1                   | 2022年1月12日       | 北海道              | 2                   | 1月19日             | 青森県              | 3                   | 2月9日              | 富山県              | 4                   | 2月16日             | 島根県              | 5                   | 3月9日              | 福井県              |
| 6                   | 3月16日             | 福島県              | 7                   | 3月23日             | 石川県              | 8                   | 4月13日             | 岩手県              | 9                   | 4月20日             | 長野県              | 10                  | 5月11日             | 鳥取県              |
| 11                  | 5月18日             | 秋田県              | 12                  | 6月8日              | 福岡県              | 13                  | 6月15日             | 静岡県              | 14                  | 6月22日             | 山形県              | 15                  | 7月13日             | 新潟県              |
| 16                  | 7月20日             | 鹿児島県            | 17                  |                     | 高知県              | 18                  | 8月10日             | 岡山県              | 19                  | 8月17日             | 愛媛県              | 20                  | 8月24日             | 茨城県              |
| 21                  | 9月14日             | 千葉県              | 22                  | 9月21日             | 沖縄県              | 23                  | 10月12日            | 宮城県              | 24                  | 10月19日            | 山梨県              | 25                  | 11月9日             | 宮崎県              |
| 26                  | 11月16日            | 広島県              | 27                  | 11月23日            | 山口県              | 28                  | 12月14日            | 群馬県              | 29                  | 2023年1月11日       | 長崎県              | 30                  | 1月18日             | 愛知県              |
| 31                  | 2月1日              | 栃木県              | 32                  | 2月8日              | 滋賀県              | 33                  | 2月15日             | 埼玉県              | 34                  | 3月15日             | 大分県              | 35                  | 4月12日             | 岐阜県              |
| 36                  | 4月19日             | 三重県              | 37                  | 5月10日             | 熊本県              | 38                  | 5月24日             | 徳島県              | 39                  | 6月21日             | 奈良県              | 40                  | 7月12日             | 京都府              |
| 41                  | 7月19日             | 和歌山県            | 42                  | 8月16日             | 佐賀県              | 43                  | 9月13日             | 東京都              | 44                  | 11月8日             | 大阪府              | 45                  |                     | 兵庫県              |
| 46                  |                     | 香川県              | 47                  | 12月20日            | 神奈川県            |                     |                     |                     |                     |                     |                     |                     |                     |                     |

楽曲の発売時や行事の際に祭りが開催。
2024年10月9日/ガラビ餅パーティー(2ndシングル「Gotta Be」)
12月11日/AぇヤンタンFNS水曜祭
2025年1月15日/A脱皮〜ニューイヤー！Aぇ！ヤンタンぜんざいまつり
2月19日/DNAでセイ貼ろう (1stアルバムD.N.A」リード曲「Hello」にて）　　　　　　　　　　
6月18日/Aぇヤンタン噛めメロン祭（3ndシングル「Chameleon」）

## 企画
ヤンタン展
大阪：2023年6月10日・11日　
大阪：2023年9月7日-17日、東京：9月22日－10月1日
東海道新幹線車内限定ボイスコンテンツ配信企画『東海道新幹線からAぇ旅始まるスペシャルトーク!!!!!』
2024年5月18日(土)~7月7日(日)に各期間で約10～15分程度のスペシャルトーク音声された。
「ヤンタン」×「サンリオ」初コラボ。ポップアップショップ
大阪：2024年6月8日～6月30日、東京：2024年8月9日(金)～8月25日(日)
『Aぇ!!!!!!ゐこ』とコラボとして公開録音。
2024年6月9日（日）梅田芸術劇場（Aぇ! group, よゐこ)
ちゃやまち推しフェスバル2025（2025年6月21日・22日）
番組公式グッズ